# Knockout

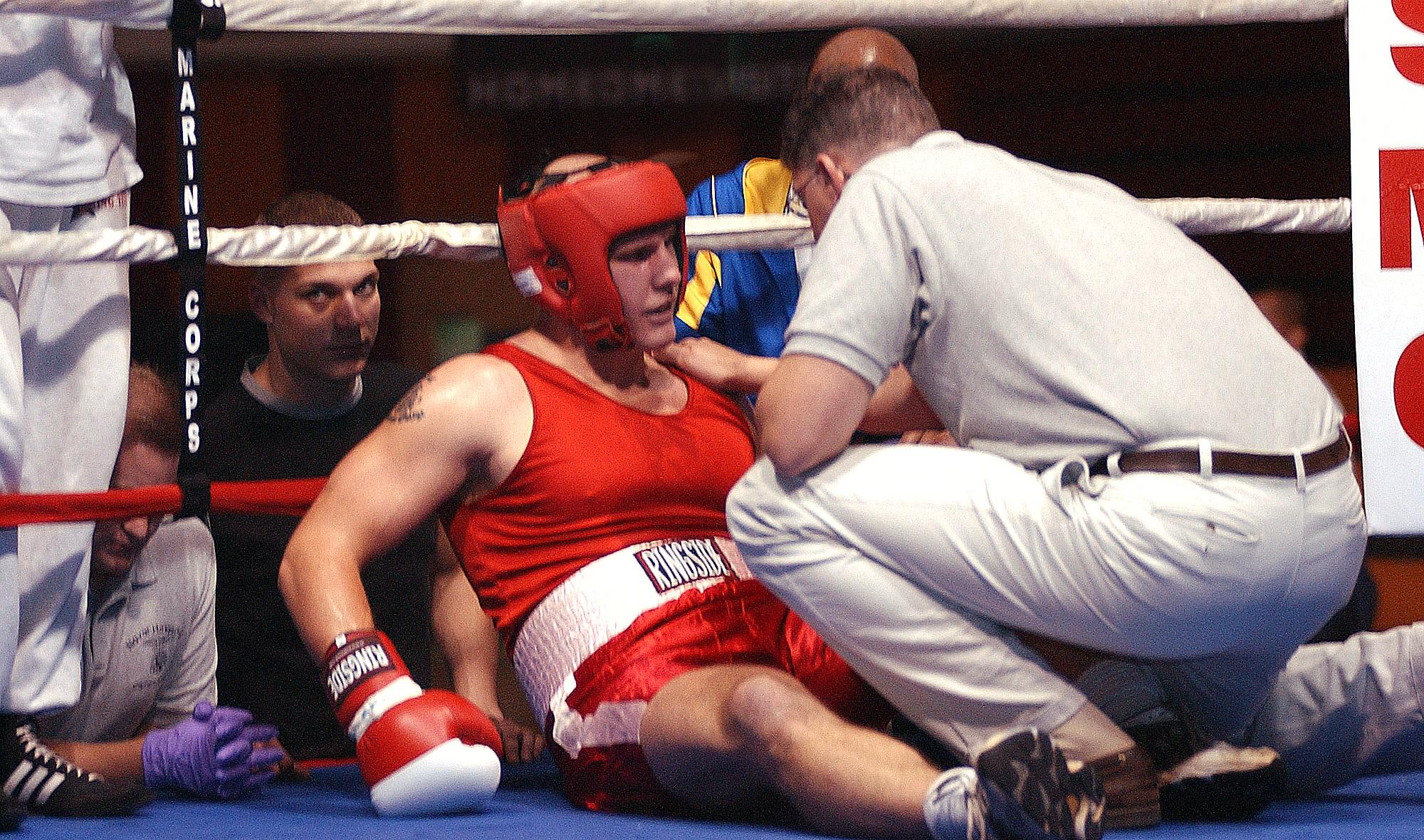
Odpočítávání ležícího boxera

Knockout, počeštěně knokaut, zkráceně K. O., je způsob předčasného ukončení utkání v MMA, boxu, kickboxu, muay thai, taekwondu a karate. Postižený zápasník obdrží úder na hlavu (nejčastěji na spodní čelist) natolik silný, že mu způsobí otřes mozku – v důsledku toho ztrácí orientaci a nemůže se udržet na nohou (tzv. knockdown). Rozhodčí pak musí posoudit, zda je sportovec schopen znovu se zapojit do zápasu. V boxu se tradičně používá hlasité odpočítávání do deseti sekund, pokud se boxer do té doby nestačí zvednout (nesmí se opírat o podlahu ani o provazy), je prohlášen za poraženého. V mixed martial arts se za knockout označuje ztráta vědomí po úderu či kopu automaticky, bez odpočítávání.
Rozhodčí může vyhlásit také takzvaný technický knockout bez předchozího knockdownu (zpravidla po poradě s lékařem nebo trenéry). Technický knockout (T. K. O.) nastává v situaci, kdy zápasník nemůže pokračovat v boji kvůli zranění nebo vyčerpání, případně tehdy, kdy je převaha jednoho ze soupeřů natolik zřetelná, že další prodlužování nemá smysl. V profesionálním boxu se zavedl zvyk, že sekundant signalizuje žádost o technický knockout vhozením ručníku do ringu. 
Termín se používá také v přeneseném významu jako rozhodující, definitivní úder, např. genový knockout. Vyřazovací systém sportovních turnajů bývá zkráceně označován jako K. O. systém.